# Lotus (album de Christina Aguilera)
Pour les articles homonymes, voir Lotus.
Albums de Christina Aguilera
Bionic
(2010) Liberation
(2018)
Singles
1. Your Body
Sortie : 17 septembre 2012
2. Just a Fool
Sortie : 4 décembre 2012

Lotus est le septième album de Christina Aguilera, sorti le 12 novembre 2012 en France.

## Développement
Après l'échec commercial de son album Bionic sorti en 2010, son divorce et la sortie du film Burlesque où elle tient le rôle principal, ainsi que sa BO, Christina Aguilera devient en 2011 coach dans l'émission The Voice aux États-Unis, aux côtés de Cee Lo Green, Blake Shelton et Adam Levine, leader du groupe Maroon 5, avec qui elle chante en 2011 Moves like Jagger qui devient no 1 dans de nombreux pays. À la suite de cela, Christina annonce son retour en studio pour un nouvel album dans lequel elle privilégierait la qualité à la quantité et son envie de trouver des chansons plus personnelles. Elle cite : « J'ai traversé beaucoup de choses depuis la sortie de mon dernier album, mon divorce, et ma participation à The Voice. Cet album est comme une renaissance pour moi. »

## Liste des titres
| 1.    | Lotus (intro)                            | Christina Aguilera, Alex da Kid, Candice Pillay, Dwayne Abernathy                     | da Kid, Dem Jointz, Pillay | 3:17 |
| 2.    | Army of Me                               | Aguilera                                                                              | Aguilera, Jamie Hartman    | 3:26 |
| 3.    | Red Hot Kinda Love                       | Aguilera, Lucas Secon, Olivia Waithe                                                  | Secon                      | 3:06 |
| 4.    | Make the World Move (feat. Cee Lo Green) | da Kid, Pillay, Abernathy, Jayson Dezuzio, Thomas Decarlo Callaway, Armando Trovajoli | da Kid, Pillay             | 2:59 |
| 5.    | Your Body                                | Max Martin, Shellback, Savan Kotecha, Tiffany Amber                                   | Martin, Shellback          | 3:59 |
| 6.    | Let There Be Love                        | Martin, Shellback, Kotecha, Amber                                                     | Martin, Shellback          | 3:21 |
| 7.    | Sing for Me                              | Aeon Manahan, Virginia Blackmore                                                      | Manahan                    | 4:00 |
| 8.    | Blank Page                               | Aguilera, Chris Braide, Sia Furler                                                    | Braide                     | 4:04 |
| 9.    | Cease Fire                               | Aguilera, Grant, Pillay                                                               | da Kid, Pillay             | 4:07 |
| 10.   | Around the World                         | Dwayne Chin-Quee, Jason Gilbert                                                       | Chin-Quee, Gilbert         | 3:24 |
| 11.   | Circles                                  | Aguilera, da Kid, Pillay, Abernathy                                                   | da Kid, Pillay             | 3:25 |
| 12.   | Best of Me                               | Aguilera, Grant, Pillay, Dezuzio                                                      | da Kid, Pillay             | 4:08 |
| 13.   | Just a fool (with Blake Shelton)         | Steve Robson, Claude Kelly, Wayne Hector                                              | Robson, Kelly              | 4:13 |
| 47:30 |                                          |                                                                                       |                            |      |

| Titres bonus Édition Deluxe | Titres bonus Édition Deluxe     | Titres bonus Édition Deluxe                     | Titres bonus Édition Deluxe | Titres bonus Édition Deluxe | Titres bonus Édition Deluxe | Titres bonus Édition Deluxe | Titres bonus Édition Deluxe | Titres bonus Édition Deluxe | Titres bonus Édition Deluxe |
| No                          | Titre                           | Auteur                                          | Producteur(s)               | Durée                       |                             |                             |                             |                             |                             |
| --------------------------- | ------------------------------- | ----------------------------------------------- | --------------------------- | --------------------------- | --------------------------- | --------------------------- | --------------------------- | --------------------------- | --------------------------- |
| 14.                         | Light up The Sky                | Aguilera, Grant, Pillay                         | da Kid, Pillay              | 3:30                        |                             |                             |                             |                             |                             |
| 15.                         | Empty Words                     | Aguilera, Busbee, Nikki Flores, Ali Tamposi     | Busbee                      | 3:47                        |                             |                             |                             |                             |                             |
| 16.                         | Shut Up                         | Grant, Pillay, Abernathy, Del Rio, Nate Campany | da Kid, Pillay              | 2:52                        |                             |                             |                             |                             |                             |
| 17.                         | Your Body (Martin Garrix Remix) | Martin, Shellback, Kotecha, Amber               | Martin, Shellback           | 5:12                        |                             |                             |                             |                             |                             |
| 62:50                       |                                 |                                                 |                             |                             |                             |                             |                             |                             |                             |

### Singles
Your Body est sorti le 17 septembre 2012 en tant que premier single. Le 12 septembre, Christina dévoile sur twitter des informations sur l'album, le single et sa pochette. La chanson fait sa première le 14 septembre et commence à être diffusée en radio à partir du 17 septembre. Le clip qui l'accompagne, réalisé par Melina Matsoukas, est filmé le 20 et le 21 août 2012 à Los Angeles et est dévoilé sur la plateforme Vevo le 28 septembre de la même année.

### Performances Live
Le 2 novembre, elle a fait un live acoustique de Your Body chez Jimmy Fallon. Le lundi 12 novembre, au cours de l'émission The Voice, elle chante Make The World Move en duo avec Cee-Lo Green dans une tenue originale. Dimanche 18 novembre, elle donne une performance rythmée sur un medley des chansons Lotus/Army Of Me/Let There Be Love au American Music Awards 2012.
Lundi 19 novembre, lors du prime de The Voice, elle chante son nouveau single Just A Fool qui fait office de second single de son album Lotus, en duo avec le chanteur Blake Shelton, qui est également coach et juge depuis les 3 premières saisons de "The Voice". Vendredi 7 décembre 2012, elle chante en live son nouveau single Just a Fool avec le chanteur Blake Shelton, et donne également une interview à Ellen DeGeneres.
Le 10 janvier 2013, elle chante la ballade Blank Page dans une tenue et un décor sobre au Peoples Choice Awards et reçoit un prix d'honneur.

## Classements
| Pays / nation              | Meilleure position |
| -------------------------- | ------------------ |
| Australie                  | 19                 |
| Autriche                   | 13                 |
| Belgique Flandres          | 26                 |
| Belgique Wallonie          | 42                 |
| Canada                     | 7                  |
| République tchèque         | 16                 |
| Danemark                   | 23                 |
| France                     | 50                 |
| Allemagne                  | 13                 |
| Hongrie                    | 17                 |
| Irlande                    | 29                 |
| Italie                     | 12                 |
| Japon                      | 29                 |
| Nouvelle-Zélande           | 29                 |
| Norvège                    | 25                 |
| Portugal                   | 23                 |
| Espagne                    | 13                 |
| Corée du Sud               | 20                 |
| Suède                      | 39                 |
| Suisse                     | 10                 |
| Écosse                     | 33                 |
| Grèce                      | 14                 |
| Irlande                    | 29                 |
| Pays-Bas                   | 12                 |
| Royaume-Uni                | 28                 |
| Taïwan                     | 14                 |
| États-Unis (Billboard 200) | 7                  |

## Historique de sortie
| Pays                        | Date             | Format                        | Édition           | Label       |
| --------------------------- | ---------------- | ----------------------------- | ----------------- | ----------- |
| Allemagne, Suisse, Autriche | 9 novembre 2012  | CD, Téléchargement de musique | Standard, deluxe  | Sony Music  |
| Royaume-Uni                 | 12 novembre 2012 | CD, Téléchargement de musique | Deluxe            | RCA Records |
| Brésil                      | 13 novembre 2012 | CD, Téléchargement de musique | Standard, deluxe, | Sony Music  |
| États-Unis                  | 13 novembre 2012 | CD, Téléchargement de musique | Standard, deluxe  | RCA Records |
| Royaume-Uni                 | 13 novembre 2012 | CD, Téléchargement de musique | Standard          | RCA Records |
| Suède                       | 14 novembre 2012 | CD, Téléchargement de musique | Deluxe            | Sony Music  |
| Mexique                     | 15 novembre 2012 | CD, Téléchargement de musique | Deluxe            | Sony Music  |
| Australie, Nouvelle-Zélande | 16 novembre 2012 | CD, Téléchargement de musique | Deluxe            | Sony Music  |